# Diglyphus intermedius
Diglyphus intermedius är en stekelart som först beskrevs av Girault 1916.  Diglyphus intermedius ingår i släktet Diglyphus och familjen finglanssteklar. Inga underarter finns listade i Catalogue of Life.